# Magni Giappone 52
La Giappone 52 è una motocicletta stradale prodotta dalla casa motociclistica italiana Magni e presentata nel 1998.

## Storia del progetto
La Giappone 52 fu progettata per celebrare un duplice evento, il primo i 50 anni d'attività della Fukuda Motors, l'importatore giapponese delle Magni, l'altro i 20 anni della fondazione del marchio.
Da qui nacque il nome "Giappone 52". Il modello fu prodotto in soli 52 esemplari, ognuno dotato di targhetta con numero progressivo.
Fu adottato un motore Guzzi, un bicilindrico a V frontemarcia da 1.064 cm³, 2 valvole per cilindro e raffreddamento ad aria. La costruzione artigianale garantì un notevole risparmio di peso, la Giappone 52 pesava infatti circa 36 kg in meno rispetto alla contemporanea Moto Guzzi Le Mans.